# Strážske
Strážske é uma cidade da Eslováquia, situada no distrito de Michalovce, na região de Košice. Tem 24,77 km² de área e sua população em 2018 foi estimada em 4.250 habitantes.

## Demografia
| Ano:        | 1994 | 2004   | 2014   | 2024   |
| ----------- | ---- | ------ | ------ | ------ |
| Broj ljudi: | 4427 | 4455   | 4398   | 4166   |
| Razlika:    |      | +0,63% | -1,27% | -5,27% |

| Ano:               | 2023 | 2024   |
| ------------------ | ---- | ------ |
| Número de pessoas: | 4191 | 4166   |
| Diferença:         |      | -0,59% |